# Крикотин, Степан Павлович
Степан Павлович Крикотин (27 декабря 1910, Новопокровка, Оренбургская губерния — 9 апреля 1985, Фрунзе) — буровой мастер Хайдарканской геологоразведочной партии Управления геологии и охраны недр при Совете Министров Киргизской ССР. Герой Социалистического Труда (1963).

## Биография
Родился в 1910 году в крестьянской семье в селе Новопокровка Оренбургской губернии.
Трудовую деятельность начал в 1937 году. Трудился рабочим, буровым мастером, мастером буровой площадки в Хайдарканской геологоразведочной партии Управления геологии Киргизской ССР.
Добился выдающихся трудовых результатов в разведке руд цветных металлов Хайдарканского ртутно-сурьмяного месторождения. Указом Президиума Верховного Совета СССР от 29 апреля 1963 года «за выдающиеся успехи, достигнутые в деле открытия и разведки месторождений полезных ископаемых» удостоен звания Героя Социалистического Труда с вручением Ордена Ленина и золотой медали Серп и Молот.
Воспитал несколько десятков молодых специалистов-геологов.
Скончался в 1985 году во Фрунзе, Киргизская ССР.